# チョンタル語
チョンタル語（チョンタルご、Chontal）は、メキシコのタバスコ州で話される言語で、マヤ語族のチョル語群に属する。オアハカ州に別のチョンタル語が存在しているため、区別のためにタバスコ・チョンタル語、チョンタル・マヤ語とも呼ぶ。自称によってヨコタン語（Yokotʼan）とも呼ばれる。
UNESCOの危機に瀕する言語の分類ではチョンタル語を「重大な危険」にある言語としている。

## 概要
「チョンタル」とはナワトル語で「よそ者」を意味するchontalliに由来し、特定の民族を指すものではなかったため、オアハカとタバスコの言語に同じ名前がついてしまっている。オアハカ州のチョンタルはテキストラテック語族に属し、マヤ語族に属するタバスコ州のチョンタル語とは無関係である。
先コロンブス期にチョンタル・マヤは、メキシコ湾の航海者として知られていた（プトゥン人を参照）。
今のチョンタル語話者は容姿や職業ではスペイン語話者と区別がつかず、チョンタル語を話すことと伝統的な宗教行為によってのみ区別される。チョンタル語話者のほとんどはスペイン語との二言語話者であり、自分の子供がチョンタル語を話すことを喜ばない傾向がある。

## 音声
子音には以下のものがある。
|        | 両唇音 | 歯茎音 | 後部歯茎音 | 硬口蓋音 | 軟口蓋音 | 声門音 |
| ------ | ------ | ------ | ---------- | -------- | -------- | ------ |
| 破裂音 | p pʼ b | t tʼ d |            |          | k kʼ     | ʼ      |
| 破擦音 |        | tz tzʼ | ch chʼ     |          |          |        |
| 摩擦音 |        | s      | x          |          |          | j      |
| 鼻音   | m      | n      |            |          |          |        |
| 流音   |        | l r    |            |          |          |        |
| 半母音 | w      |        |            | y        |          |        |

スペイン語からの借用語にはほかにf g ñが現れる。bは音節末では無声の入破音になる。
母音はa e i o uおよび中舌狭母音のä [ɨ]の6母音で、長短の区別はない。

## 文法
チョンタル語はマヤ語族の他の言語と同様に能格言語であり、人称接辞にA型（能格）とB型（絶対格）の区別がある。しかし自動詞は活動を表す（行為者的、agentive、「笑う」など）ものと状態を表す（非行為者的、non-agentive、「登る」のような位置の移動や状態の変化）ものに分かれる。状態を表す自動詞ではユカテコ語などと同様に完全相でB型、不完全相でA型の接辞によって主語を標示する。すなわち相を条件とする分裂能格性を示す。しかし活動を表す自動詞は常に名詞化して軽い他動詞（英語のdoのような）の目的語とし、主語はその軽い他動詞に加えられたA型の人称接辞で表す。たとえばkä-che-n-∅ tsʼeʼn-e「私は笑う」では、kä-がA型の一人称接辞、cheが「する」、-nが他動詞不完全相の接尾辞、-∅がB型の三人称接辞、tsʼeʼnが「笑う」、-eが名詞化接尾辞であり、文字通りには「私は笑うことをする」になる。同様の区別はモパン語、チョル語、ポコムチ語に見られる。
基本的な語順はSVO型である。

## 関連文献
- Knowles, Susan Marie (1984). A descriptive grammar of Chontal Maya (San Carlos dialect) (PhD thesis). Tulane University.